# Махмудов, Фархад Бахадырович
Фарха́д Бахады́рович Махму́дов (узб. Farhod Mahmudov; род. 9 мая 1972, Ташкент, Узбекская ССР, СССР) — российский актёр театра и кино, кинорежиссёр, преподаватель. Заслуженный артист Российской Федерации (2007).

## Биография
Фархад Махмудов родился 9 мая 1972 года в столице Узбекской ССР — городе Ташкенте, где прожил до семнадцати лет. По национальности — узбек.
В кино начал сниматься ещё будучи школьником. Его первой работой стала роль в художественном фильме «Волки» (1986).
По окончании средней школы отправился в Москву. К тому моменту за его плечами было уже несколько ролей, сыгранных в кино: в драме Валерия Ахадова и Сайдо Курбанова «Взгляд» (1988), в музыкальной комедии Мелиса Абзалова «Восточная плутовка» (1989) и других.
В 1993 году окончил актёрский факультет Всероссийского государственного института кинематографии имени С. А. Герасимова (ВГИКа) (курс Михаила Андреевича Глузского).
С 1993 по 1994 годы — актёр Московского драматического театра под руководством Евгения Симонова.
С 1994 года — актёр Театра Романа Виктюка в Москве.
Главные роли в кино: «Бригада» (2002) (роль: криминальный авторитет Фара, друг и сослуживец Саши Белого) «К вам пришёл ангел» (2005) (роль: Талгат Нигматулин), «Застава» (2007) (роль: капитан Мансур Аскеров), «Виски с молоком» (2011) (роль: музыкант Егор).
С 2021 года преподаёт на актёрском факультете Всероссийского государственного института кинематографии имени С. А. Герасимова (ВГИКа), является руководителем мастерской.
В 2021—2022 годах впервые выступил в качестве режиссера в узбекско-российском фильме-сказке «Подарок феи».

## Личная жизнь
На протяжении 15 лет был связан фиктивным браком с актрисой театра Виктюка Екатериной Карпушиной. В разводе. В 2003 году начал встречаться с девушкой по имени Дина. В 2004 году родился сын Искандер. Спустя несколько лет после рождения ребенка пара разошлась, однако Махмудов сохраняет отношения с сыном.

## Творчество

### Роли в театре

#### Московский драматический театр под руководством Евгения Симонова
- «Самоубийца», Н. Эрдман — Грандскубик
- «Властители» — Аргамаков

#### Театр Романа Виктюка(Москва)
- «Бабочка-бабочка», Альдо Николаи — Элио
- «Философия в будуаре», Маркиз де Сад — мадам де Сен-Анж
- «Путаны», Нино Манфреди — Путто
- «Саломея», Оскар Уайльд — Альфред Тейлор, первый солдат, Ангел смерти, Поджерс, воин, Роберт Росс, Иоканаан
- «Пробуждение весны», Франк Ведекинд — неизвестный в чёрном
- «Осенние скрипки», Илья Сургучёв — Пьеро
- «Заводной апельсин», Энтони Берджесс — Пит
- «Антонио фон Эльба», Ренато Майнарди — Фабио
- «Эдит Пиаф», Ксения Драгунская — антрепренёр
- «Мой друг А», Юкио Мисима — Густав Крупп
- «Сны Ивана Бездомного» («Мастер и Маргарита»), Михаил Булгаков — профессор Стравинский
- «Давай займёмся сексом!»,В. Красногоров — сексуальный маньяк

#### Театральный центр «Арт-вояж» (Москва)
- 2006 — «Франсуа Вийон. Три дня в Париже», мюзикл (режиссёр — Игорь Корниенко) — Франсуа Вийон

### Роли в кино
- 1988 — Волки — Рустем
- 1988 — Взгляд —
- 1989 — Восточная плутовка (Проделки Майсары) — Чупан
- 1991 — Нога — брат Камиллы
- 1992 — Баллада для Байрона / Byron, balada gia ena daimona — Лукас
- 1992 — Дюба-дюба — Джаник
- 1992 — Джосус (Казахстан) —
- 2002 — Вальс на прощание (Муки любви, 2001/2008) — «Красавчик»
- 2002 — Бригада — Фархад Гафурович Джураев («Фарик»), таджикский бизнесмен, армейский друг и деловой коллега Белова
- 2002 — Амапола — переводчик с испанского, возлюбленный Нины
- 2002 — Волна преступности / Fala zbrodni (Польша) —
- 2003—2004 — Бедная Настя — Аббас Урус, посол Персии
- 2003 — Инструктор (фильм № 2 «Ищи бродягу») — Вадим
- 2003 — Овидий — Макс
- 2004 — Повелитель эфира — Ким Бах
- 2005 — Бухта Филиппа (фильмы № 1-3) — Золтан, венгерский цыган, владелец конюшни, бандит
- 2005 — Жених для Барби — Родриго Сидоркин (эпизод)
- 2005 — Последний бой майора Пугачёва — Рашид Ахмедов
- 2005 — Призвание (фильм «Деньги из воздуха») — Азамат
- 2005 — К вам пришёл ангел — Талгат Кадырович Нигматулин, советский киноактёр
- 2006 — Прииск 2. Золотая лихорадка — Наким
- 2006 — Тёмный инстинкт — Агахан, личный секретарь Марины Зверевой
- 2006 — Формула зеро — Надир
- 2007 — Закон и порядок. Отдел оперативных расследований — Дауд Тарзи
- 2007 — Застава — Мансур Аскеров, капитан, начальник пограничной заставы на таджико-афганской границе[5]
- 2008 — А я люблю женатого — Даня
- 2008 — Азиат — Карим
- 2008 — Проклятый рай-2 — Костя
- 2008 — Своя правда — Рустам Гусаев (главная роль)
- 2009 — Правосудие волков — однорукий мужчина на рынке
- 2009 — След саламандры — Фархад Гуранов (главная роль)
- 2009 — Хранитель — Наиль
- 2009 — Меч (9 серия) —  Смир Абдул Азис, афганец-наркоторговец
- 2009—2010 — Маргоша (2-й сезон) — Анатолий Чесноков, диверсант от журнала «Мачо»
- 2010 — Девичник — Миномота, японский муж Любы
- 2010 — Серафима прекрасная — Виталий
- 2010 — Шериф — Заур Хетагуров, оперуполномоченный
- 2010 — Охотники за караванами — Надир
- 2011 — Виски с молоком — Егор, музыкант
- 2011 — Вкус граната — Юсуф, наместник Алона
- 2011 — Охраняемые лица — Эльдар Исаев (главная роль)
- 2011 — Стреляющие горы — Али Хусейн
- 2011 — Правила маскарада — оперативник
- 2011 — Прорицатель. Жизнь Омара Хайяма —
- 2011 — Вендетта по-русски — Рустам Хидоятов
- 2012 — Белые волки — Гамид Масуев, аферист
- 2012 — Братаны 3 — Хан, криминальный авторитет
- 2012 — Братство десанта — Алишер Уразметов, пластический хирург, главная роль
- 2012 — Единственный мой грех — Мурад Ибрагимов (главная роль)[6]
- 2012 — Предчувствие — Михаил, брат Раисы
- 2013 — Вероника. Беглянка — Рам Шах
- 2013 — Пепел — член банды Игоря Петрова
- 2013 — Сезон любви — Алекс
- 2013 — Салам, Масква! — Умед
- 2013 — Роковое наследство — Тамерлан, бандит
- 2013 — Меня здесь больше нет —
- 2013 — Команда —
- 2013 — Дурная кровь — Тимур Иноземцев («Бульдог»), хозяин клуба
- 2014 — Брат за брата 3 — Дагаев, капитан
- 2014 — Там, где ты — Руслан
- 2014 — Горчаков — Артур Дагаев
- 2015 — Кухня (серия № 88) — переводчик шейха
- 2016 — Барон — супер-агент
- 2016 — РОВД — Алим Хусейнов, капитан, опер
- 2016 — Пятница — Ахмат, шеф-повар
- 2020 — Чужая стая — Рахмет, «залётный» бизнесмен
- 2022 — Аманат — Мирза
- 2022 — Синдром жизни — Зафар
- 2022 — Позывной «Барон» — Иззат
- 2022 — Подарок феи

### Режиссёрские работы
- 2022 — Подарок феи

### Участие в музыкальных видеоклипах
- 1996 — видеоклип на песню «Надежда умирает последней» Олега Газманова — террорист, захвативший пассажирский самолёт[7]
- 2008 — видеоклип на песню «Ромео и Джульетта» Дильназ Ахмадиевой — главная мужская роль[8]

### Компьютерные игры
- 1997 — «ГЭГ: Отвязное приключение» (компьютерная игра)

## Признание заслуг

### Государственные награды Российской Федерации
- 2007 — почётное звание «Заслуженный артист Российской Федерации» (31 января 2007) — за заслуги в области искусства[9].

#### Ведомственные награды Российской Федерации
- 2007 — премия ФСБ России в номинации «Актёрская работа» (третья премия) за 2007 год — за роль начальника пограничной заставы в художественном фильме «Застава»[10].

### Общественные награды и премии
- 1993 — второе место на Всероссийском студенческом конкурсе чтецов имени В. Н. Яхонтова.
- 2017 — лауреат узбекской национальной премии «Эътироф» (узб. Etirof — «Признание») в Ташкенте (Узбекистан) в номинации «Лучший иностранный актёр фильма» (15 февраля 2017 года)[11].